# Conothele spinosa
Conothele spinosa là một loài nhện trong họ Ctenizidae.
Loài này thuộc chi Conothele. Conothele spinosa được miêu tả năm 1914 bởi Henry Roughton Hogg.